# Duomo di Treia
La Chiesa della Santissima Annunziata è il Duomo di Treia, in provincia e diocesi di Macerata.

## Storia

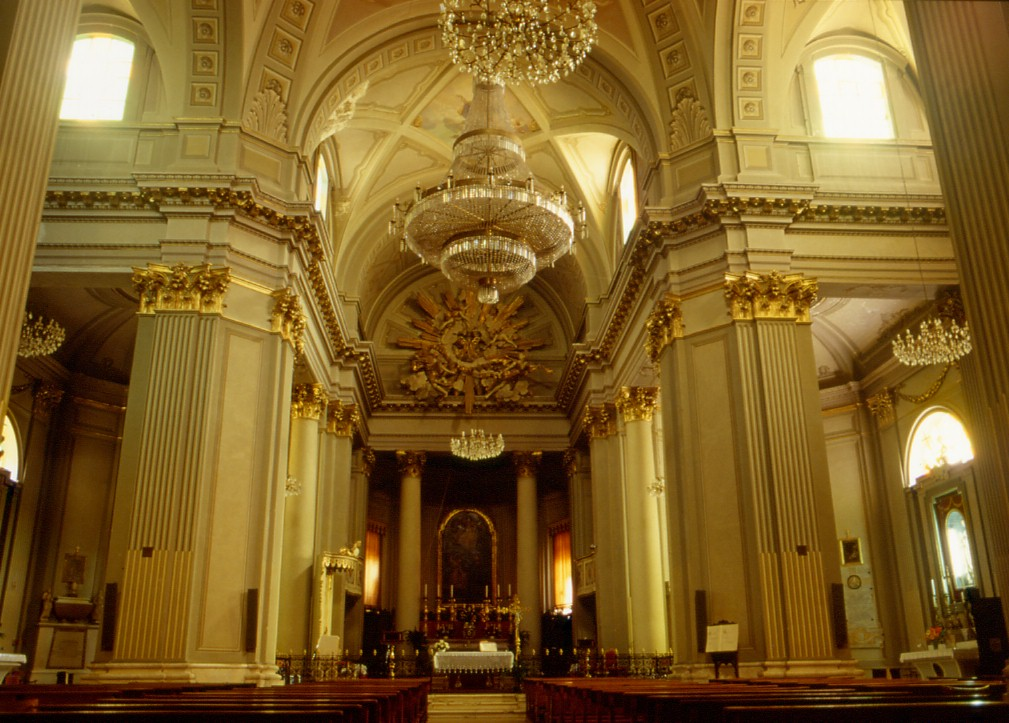
Veduta dell'interno.

Di una precedente chiesa gotica, dei primi anni del Trecento, rimane solo il campanile cuspidato. Infatti fu sostituita dall'attuale edificio, costruito in stile tardobarocco tra il 1782 ed il 1814 su progetti dell'architetto Andrea Vici. 
Ha una pianta a croce greca con tre navate, divise da colonne corinzie e pilastri. Ha una vasta cripta. 
Nella cappella Grimaldi, dedicata al Beato Pietro da Treia, si trova una pala, olio su tavola, raffigurante la Madonna assunta che dona la cintola a San Tommaso alla presenza dei Santi Pietro, Girolamo, Giovanni Battista, Patrizio (?), Biagio e Caterina d’Alessandria di Antonio Liberi da Faenza, commissionata nel 1518 dalla locale Confraternita del Rosario, mentre le tavolette della predella con la Visitazione, la Natività, la Presentazione al Tempio, Cristo tra i dottori e l'Incoronazione della Vergine, già presenti in chiesa, sono oggi in collezione privata. La pala, restaurata nel 1996, mostra diverse influenze di Perugino, Signorelli, del Lotto e di Raffaello. Nella stessa cappella, sulla parete destra, è il Monumento funebre di Nicolò Grimaldi, opera di Andrea Bregno.
Un Busto di Papa Sisto V di Bastiano Torrigiani, del 1585 - 90 circa di alta qualità, anch'esso in chiesa, fu donata nell'Ottocento dal Cardinale Nicola Grimaldi.
Importanti opere d'arte sono conservate anche in sacrestia, tra cui un'Apparizione della Madonna a Corrado da Offida di Giacomo da Recanati. 
La chiesa è inagibile dopo il terremoto che ha interessato il Centro Italia nel 2016.